# 岡本三紀夫
岡本 三紀夫（おかもと みきお、1951年 - ）は、日本のイラストレーター。
桑沢デザイン研究所卒、日本デザインセンターを経て、1977年よりフリーに。自動車と人物を写真の様に描く「スーパーリアル画法」を得意とし、長年に渡り表紙を手掛ける自動車雑誌「カー・アンド・ドライバー」誌は特に有名である。その他自動車メーカー関連の広告やカタログ。オートサウンド誌の表紙、小説の表紙やプラモデルのパッケージイラストも手掛ける。